# Tần số cực kỳ cao
Tần số cực kỳ cao (EHF) là băng tần số vô tuyến cao nhất. EHF  nằm trong dải tần số 30 tới 300 gigahertz, tần số phía trên EHF là bức xạ điện từ được coi như thấp hơn ánh sáng hồng ngoại, còn được gọi là bức xạ terahertz. Băng tần này có bước sóng từ 1 tới 10 mm, nên còn tên gọi khác là băng tần mm hay sóng mm, đôi khi viết tắt là MMW hay mmW.
So với các băng tần thấp hơn, tín hiệu vô tuyến mặt đất trong băng này cực kỳ dễ bị suy hao trong khí quyển, dẫn đến EHF rất ít được dùng cho liên lạc tầm xa. Đặc biệt, tín hiệu trong dải 57–64 GHz rất dễ bị oxy hấp thụ. Ngay cả với khoảng cách ngắn, suy hao do mưa cũng là một vấn đề nghiêm trọng, nước mưa hấp thụ tín hiệu làm cường độ tín hiệu giảm mạnh.
EHF được ứng dụng trong nghiên cứu khoa học, viễn thông, quân sự, an ninh và y tế.